# Ironton (Missouri)
Ironton is een plaats (city) in de Amerikaanse staat Missouri, en valt bestuurlijk gezien onder Iron County.

## Demografie
Bij de volkstelling in 2000 werd het aantal inwoners vastgesteld op 1471.
In 2006 is het aantal inwoners door het United States Census Bureau geschat op 1369, een daling van 102 (-6,9%).

## Geografie
Volgens het United States Census Bureau beslaat de plaats een oppervlakte van
3,6 km², waarvan 3,5 km² land en 0,1 km² water. Ironton ligt op ongeveer 277 m boven zeeniveau.

## Plaatsen in de nabije omgeving
De onderstaande figuur toont nabijgelegen plaatsen in een straal van 24 km rond Ironton.